# Puerto Morelos (municipi)
Puerto Morelos es un municipi de l'estat de Quintana Roo, també es un municipi nou. Puerto Morelos és el cap de municipi i principal centre de població d'aquesta municipalitat. Aquest municipi es troba a la part nord de l'estat de Quintana Roo. Limita al nord amb els municipis de Benito Juárez, al sud amb Solidaridad, a l'oest amb l'Lázaro Cárdenas i a l'est amb el Carib.